# Марк Варнеке
Марк Варнеке (нім. Mark Warnecke, 15 лютого 1970) — німецький плавець.
Призер Олімпійських Ігор 1996 року, учасник 1988, 1992, 2000 років.
Чемпіон світу з водних видів спорту 2005 року.
Чемпіон світу з плавання на короткій воді 1995, 2000 років.
Чемпіон Європи з водних видів спорту 1999, 2000 років, призер 1995 року.
Чемпіон Європи з плавання на короткій воді 1994, 1998, 2000, 2002, 2003, 2004, 2005 років, призер 1993 року.